# 三斑鋸竺鯛
三斑鋸竺鯛，又稱三斑天竺鲷，为輻鰭魚綱鈎頭魚目天竺鲷科的其中一種，俗名三线天竺鲷、大面側仔。

## 分布
本魚分布于西太平洋區，包括可可群島、泰國、香港、日本、越南、馬來西亞、新加坡、澳洲、菲律賓、印尼、巴布亞紐幾內亞、馬紹爾群島、馬里亞納群島、密克羅尼西亞、索羅門群島、帛琉、東加、薩摩亞群島等海域。该物种的模式产地在Buro。

## 深度
水深1-34公尺。

## 特徵
本魚體延長而側扁，眼大，口大略下位。魚體粉紅色或橙色，體具褐色不規則斑紋，被櫛鱗，鱗片具深色邊緣，側線明顯，尾鰭截形，背鰭硬棘7枚，背鰭軟條9枚，臀鰭硬棘2枚，臀鰭軟條8枚，體長可達14.2公分。

## 生態
本魚棲息於近海珊瑚礁區，白天躲藏洞穴中，夜間出來覓食，屬肉食性。繁殖期時，雄魚具有口孵習性，卵約7日化成仔魚，由雄魚吐出，具短暫的仔魚飄浮期。

## 經濟利用
不具任何經濟價值。

## 扩展阅读
維基物種上的相關：三斑鋸竺鯛